# Кучеряевка (Орловская область)
Кучеря́евка — деревня в Дмитровском районе Орловской области, входит в Плосковское сельское поселение.

## Географическое положение
Расположена в 24 км к юго-востоку от Дмитровска на речке Чечере. Высота над уровнем моря — 249 м.

## История
В XIX веке Кучеряевка была владельческой деревней. В 1866 году здесь было 48 дворов, проживали 390 человек (187 мужского пола и 203 женского), действовали 4 маслобойни. До 1920-х годов деревня входила в состав Площанской волости Дмитровского уезда Орловской губернии.
Во время Великой Отечественной войны, с октября 1941 года по 9 августа 1943 года, находилась в зоне немецко-фашистской оккупации.

## Население
| 1897 | 1979 | 2002 | 2010 |
| ---- | ---- | ---- | ---- |
| 660  | ↘85  | ↘34  | ↗45  |

## Известные люди
- Сапунов, Алексей Дмитриевич (1921—1943) — участник Великой Отечественной войны, Герой Советского Союза.